# التخلي عن الأدب
التخلّي عن الأدب كتاب نقدي من تأليف عبد الفتاح كيليطو الحاصل على جائزة الملك فيصل العالمية في اللغة العربية والأدب عام 2023، نُشر سنة 2022. يتضمّن الكتاب عشرين فصلاً تتوزع بين تأملات أدبية ونقدية تتناول موضوع "التخلّي" بوصفه فعلًا أدبيًا ونقديًا في آن. لا يتناول كيليطو فكرة الانقطاع عن الأدب بالمعنى السلبي، كما يقترح أن "التخلّي" نفسه يمكن أن يكون مدخلاً لفهم تحولات الكتابة، وانبعاثها من جديد.

## محتوى الكتاب
يتوزع محتوى الكتاب على عشرين فصلاً، هي كالتالي:
مدخل: تمهيد نظري يطرح فيه الكاتب السؤال المركزي: هل يمكن التخلّي عن الأدب؟
- بورخيس والمغرب: تناول العلاقة الأدبية بين خورخي لويس بورخيس والثقافة العربية.
- ضون كيخوطي: قراءة في رواية سرفانتس باعتبارها نصًا يلامس مفهوم التخلّي.
- حامد بن الأيلي: تفكيك لاسم المترجم الظِلّي في رواية دون كيخوطي وربطه بالهوية الأدبية.
- لوقيانوس: إشارة إلى تقليد أدبي قديم يعتمد على السخرية والتقليد الفلسفي.
- الأديب بطلاً: تأمل في تمثيل الكاتب في صورة البطل داخل المتن السردي.
- اختراع شاعر: بحث في صورة الشاعر بوصفه بناءً ثقافيًا وليس ذاتًا ثابتة.
- من الشرح إلى الترجمة: دراسة في تحول وظيفة النص بين الشرح الأكاديمي والترجمة الإبداعية.
- بخلاء وفلاسفة: تناول للجاحظ من خلال المزج بين البخل كظاهرة اجتماعية والفلسفة كخطاب.
- ابن القارح: قراءة في شخصية ابن القارح في رسالة الغفران للمعري كصورة للذات الباحثة.
- رولان بارت: استحضار لأفكار الناقد الفرنسي حول "موت المؤلف" وأثرها في التلقي الأدبي.
- القدّيس سمعان: نموذج زاهد يُستدعى لبيان نوع خاص من التخلّي الصوفي.[7]
- أبو العلاء: عرض لتحوّل المعري من نظم الشعر التقليدي إلى اللزوميات كفعل زهد لغوي.
- الكتاب الأخير: تأمل في دلالة الكتابة الأخيرة كخلاصة أو انقطاع.
- رومان غاري: مثال على الانفصال بين المؤلف واسمه من خلال كتابة غاري باسم مستعار.
- أبو زيد السروجي: دراسة في شخصية الراوي في مقامات الحريري وتحولاته.
- النفي الإيجابي: مقاربة لمفهوم النفي لا كرفض، بل كاستراتيجية إبداعية.
- ظلم الموتى: مساءلة أخلاقية حول كيفية التعامل مع إرث الكتّاب الراحلين.
- عيسى بن هشام: عودة إلى شخصية الراوي في أدب المقامة الحديثة ومفهوم الترحال.
- قارب روبنسون: خاتمة رمزية تستحضر رواية روبنسون كروزو كمثال على لحظة إدراك الآخر والانفصال عن العزلة.

## الأسلوب
يتسم الكتاب بأسلوبه المتأمل والحر، وينتقل بين ثقافات متعددة، من التراث العربي إلى الأدب الغربي، في محاولة لفهم مسار الأدب من خلال لحظات الصمت، الانقطاع، والتخلّي.

## اقتباس
يقول كيليطو في نصِّ عيسى بن هشام:
«لا يتجوَّل عيسى بن هشام، كما صوَّره المويلحي، في «مملكة الإسلام»، لا ينتقل في أرجائها من مدينة إلى مدينة كما كان يفعل سَلَفُه، راوي الهمذاني الذي كان يمضي بالاسم بنفسه. عيسى بن هشام الجديد لا يفارق مصر إلَّا ليذهب إلى باريس. تم التركيز بشكل ملحوظ على مصر، عاداتها، خطوط حياتها، تفاصيل مجتمعاتها. لقد تغيَّر العالم، تبدَّلت خريطته، وتوحيد مركز القوَّة في الغرب الذي يفترض نفسه، فلم يبقَ للمؤلِّف إلا التأسُّف "على أهل الشرق ....في انخِفاضِهم وحدهِ أهل الغرب فوقهم". المويلحي أو رؤية (رواية) المهزومين. بالقياس إلى رسالة غفران، تبدو القاهرة جحيماً مرِّعاً، وباريس فردوساً معوداً. لم يعد ممكناً في هذه الظروف كتابة مقامات على النمط القديم، وما غدا خياراً هو الحديث عن التقابل بين الشرق والغرب، والقضية العربية ضد ذلك خسرت اليوم».